# Hermann Yaméogo
Hermann Yaméogo (* 17. Mai 1948 in Koudougou, Obervolta, heute Burkina Faso) ist ein Politiker aus dem westafrikanischen Staat Burkina Faso. Er war Präsident der Partei Union nationale pour la démocratie et le développement (UNDD). Zudem war als Vorsitzender der Alliance pour la Démocratie et la Fédération (ADF) 64 Monate lang (um 1994) Staatsminister in der Regierung Compaoré mit dem Geschäftsbereich Integration und afrikanische Solidarität.
Er ist Sohn von Maurice Yaméogo, dem ersten Präsidenten Obervoltas.

## Schriften (Auswahl)
- Pour l’instauration d’un pouvoir régional. Le Démocrate, Bobo-Dioulasso 1978.
- La IIIe République voltaïque. Impr. des Quatre-Vents, Koudougou 1990.
- Un supplément d’âme pour une société consensuelle. Impr. des Quatre-Vents, Koudougou 1990.
- Repenser l’état africain. Ses dimensions et prérogatives. L’Harmattan, Paris 1994, ISBN 2-7384-2340-X (mit einem Vorwort von Philippe Decraene).
- La justice militaire, on supprime ou on supprime. Selbstverlag, Ouagadougou 2016, ISBN 9782847751451.